# كيت كولمان
كيت كولمان هي صحفية كندية، ولدت في 1864 في Castleblakeney ‏ في جمهورية أيرلندا، وتوفيت في 1915 في هاميلتون في كندا.